# Жоао Рикардо (фудбалер, 1970)
Жоао Рикардо Переира Батаља Сантос Фереира (порт. João Ricardo Pereira Batalha Santos Ferreira; 7. јануар 1970) бивши је англоски фудбалер који је играо на позицији голмана.

## Клупска каријера
Жоао Рикардо се придружио Академику де Визеу лета 1993. године где је играо четири сезоне у другој лиги и једну у трећој лиги.
Године 2001. се придружио Мореиренсеу са којим је провео три сезоне у Прву лигу Португалије.
Након више од годину дана без клуба, 37-годишњи Жоао Рикардо вратио се у Анголу и потписао за Петро Атлетико.

## Репрезентативна каријера
За репрезентацију Анголе дебитовао је 1996. године. Био је изабран у састав репрезентације за Светско првенство 2006. на којем је играо на све три утакмице у групној фази. Био је изабран за играча утакмице против Мексика. Раније исте године играо је на Афричком купу нација.